# 德芒日-博迪涅库尔
德芒日-博迪涅库尔（法語：Demange-Baudignécourt，法語發音：[dəmɑ̃ʒ bodiɲekuʁ]）是法国默兹省的一个市镇，属于科梅尔西区。该市镇于2019年由原市镇德芒日欧索和博迪涅库尔合并而成，行政中心位于德芒日欧索。

## 地理
德芒日-博迪涅库尔（48°34'57.0"N, 5°27'36.0"E）面积31.14 平方千米，位于法国大東部大區默兹省，该省份为法国西北部内陆省份，北与比利时接壤，西接马恩省和阿登省，南至上马恩省和孚日省，东临默尔特-摩泽尔省。
与德芒日-博迪涅库尔接壤的市镇（或旧市镇、城区）包括：圣茹瓦尔、雷夫鲁瓦、巴尔布尔河畔博韦、莫瓦日、德卢兹-罗西耶尔、乌德兰库尔。
德芒日-博迪涅库尔的时区为UTC+01:00、UTC+02:00（夏令时）。

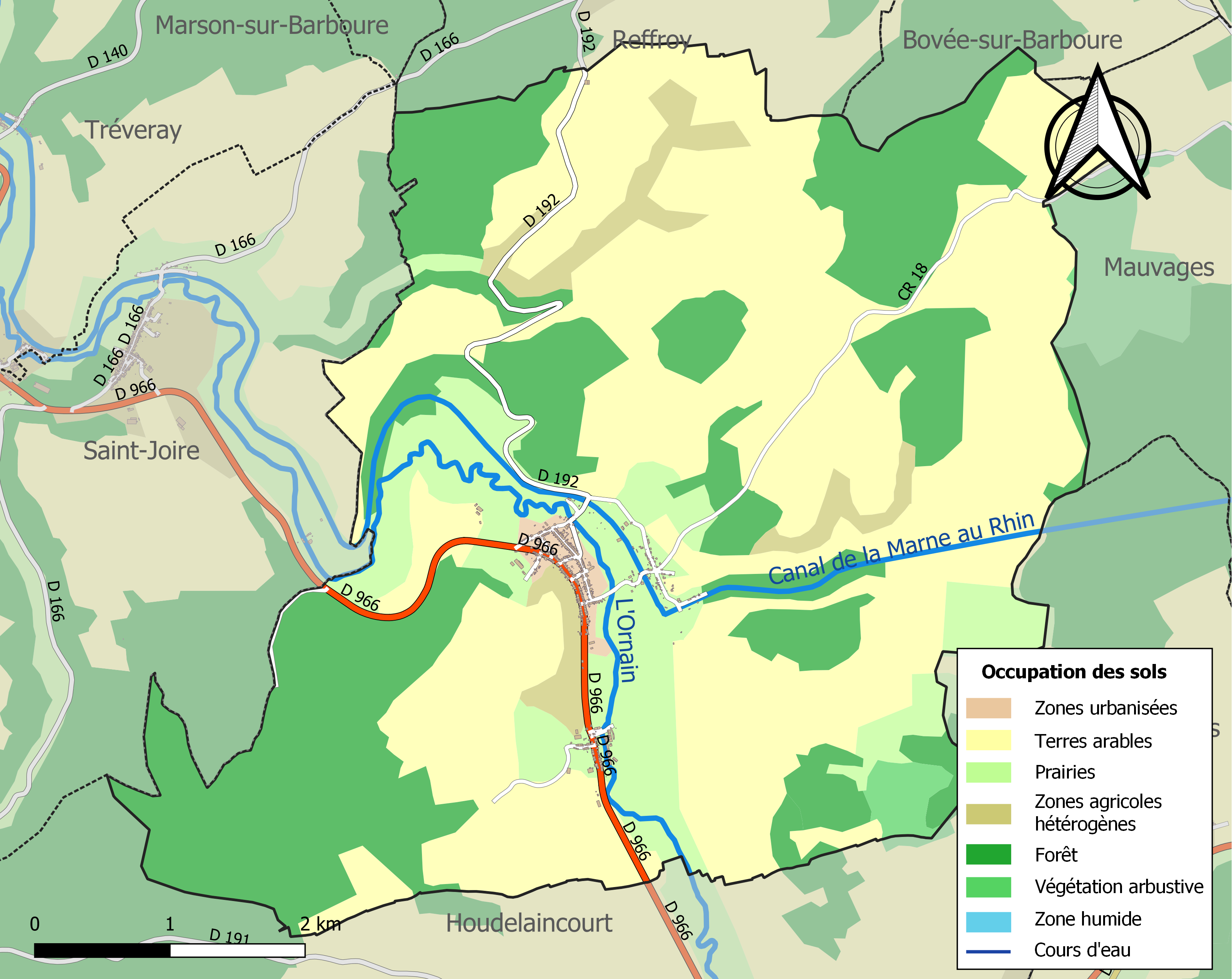
德芒日-博迪涅库尔的OSM定位图

## 行政
德芒日-博迪涅库尔的邮政编码为55130，INSEE市镇编码为55150。

## 政治
德芒日-博迪涅库尔所属的省级选区为利尼昂巴鲁瓦县。

## 人口
德芒日-博迪涅库尔于2022年1月1日时的人口数量为509人。